# Percepciones y controversias acerca del Opus Dei
El Opus Dei es una organización dentro de la Iglesia católica que ha generado más controversias en la actualidad. Al mismo tiempo que ha encontrado apoyo en los Papas y en líderes católicos considerados conservadores, ha sido criticado por diferentes grupos considerados progresistas, además de muchos exmiembros.

## Historia

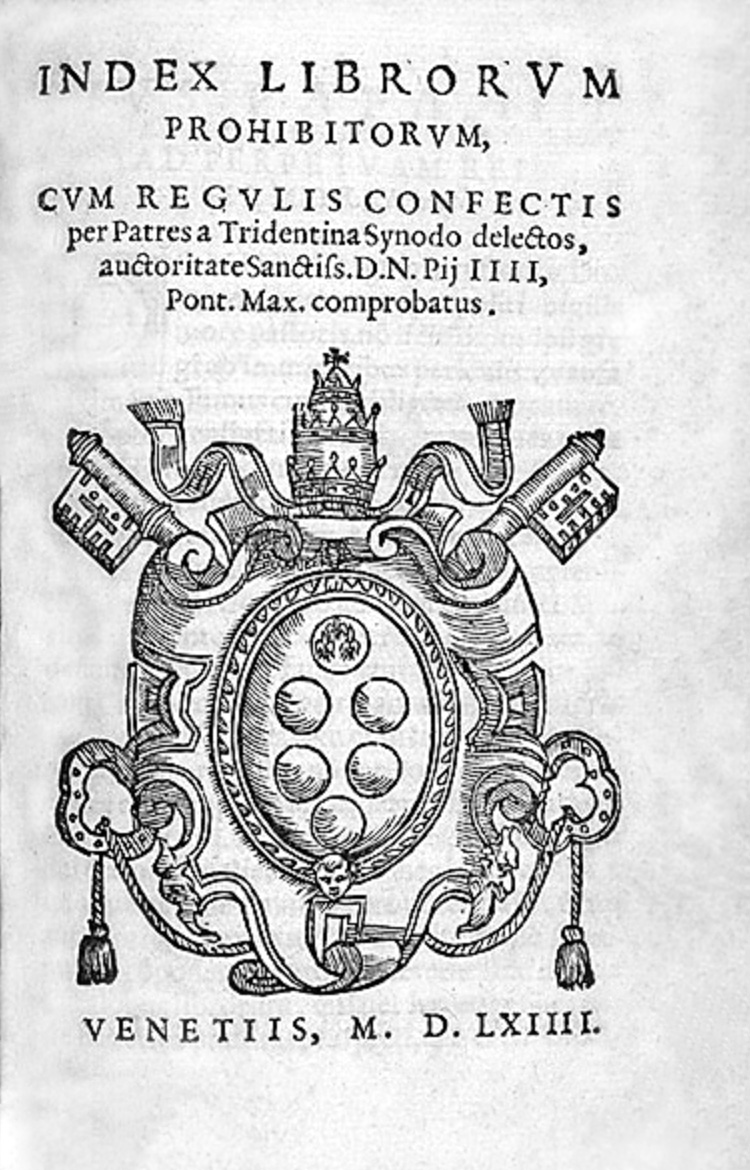
Una de las críticas consiste en que los miembros del Opus no pueden leer sin permiso del director ninguna obra considerada errónea, como las de Marx, Freud, Nietzsche o Sartre.

En sus comienzos, el Opus Dei fue criticado y suscitó fuerte oposición por parte de otros eclesiásticos (por ejemplo, algunos jesuitas), que consideraban un error que se les propusiese a los laicos la búsqueda de la santidad. Estas críticas aumentaron cuando miembros del Opus Dei, fueron nombrados como ministros y otros altos cargos dentro del régimen franquista, a partir de 1957. Siendo el punto de mayor presencia en 1969. Ello ha favorecido la idea de que el Opus Dei habría prosperado gracias al apoyo de dicho régimen y a las influencias de sus miembros que se dedicaron en esa época a la política. 
Después del Concilio Vaticano II, recibió las críticas de grupos católicos y teólogos progresistas (por ejemplo, los vinculados a la Teología de la Liberación).
A partir de los años noventa, varios exmiembros que se sintieron dañados tras su paso por la prelatura, se asociaron para dar a conocer sus experiencias, y ofrecer su apoyo a aquellos que pasaron por la misma situación: así nació la Opus Dei Awareness Network («Red de Alerta sobre el Opus Dei», ODAN), organización creada por algunos ex-numerarios estadounidenses para denunciar los supuestos abusos de la prelatura, y también para prestar ayuda a padres contrarios a la pertenencia de sus hijos al Opus Dei y a las personas que hubiesen abandonado la institución. Esta percepción negativa, que compara al Opus Dei a un cult (secta), es una minoría, asentada en Estados Unidos y países anglosajones de mayoría protestante.
El Cardenal inglés Basil Hume orientó al Opus Dei en 1981 estableciendo algunas actuaciones que deberían seguir en su diócesis: que ninguna persona de menos de dieciocho años de edad tomase ningún voto ni se comprometiese a largo plazo con el Opus Dei; que se respetase la libertad del individuo para entrar o salirse de esta organización sin que sobre él se ejerciese ninguna «presión indebida»; que los miembros pudiesen elegir libremente su director espiritual, aunque éste no perteneciese al Opus Dei; y que las iniciativas y actividades del Opus Dei llevasen una indicación clara de su patrocinamiento o gestión.
Aparte de las críticas al Opus Dei, su fundador experimentó al mismo tiempo la admiración de miles de personas (véase Josemaría Escrivá de Balaguer). En 1975, la fecha de su fallecimiento, el Opus Dei contaba con más de 60.000 miembros procedentes de 80 nacionalidades, numero que hoy en dia sobrepasa los 90.000 fieles.

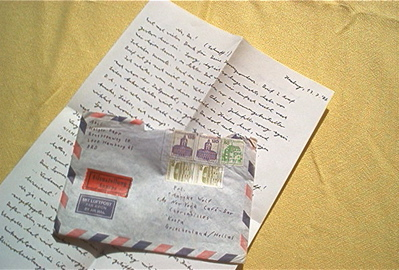
Una de las acusaciones indica que los directores pueden leer las cartas de los miembros de su centro. Según dicen las normas internas del Opus: "Los directores tienen el derecho y el deber de evitar que lleguen a los miembros de la Obra escritos, cartas, etc. que, de algún modo, puedan causar "daño" a quienes las reciben, vengan de donde vengan".

## Críticas en general
Se han planteado acusaciones de proselitismo agresivo, secretismo, sectarismo, de difundir creencias ultraconservadoras, de búsqueda de poder e influencia política, y de emplear métodos coactivos con sus miembros, algunos de los cuales han sido descritos detalladamente por diversos exmiembros, que trabajaron durante años dentro de la organización.
Los críticos acusan también al Opus Dei de elitismo.
El Opus Dei ha sido acusado de fundar universidades que terminan siendo muy prestigiosas, cuyos estudiantes después ejercerán profesiones que podrían ser usadas para influir en la política pública desde la perspectiva del Opus Dei, como sucede, por ejemplo, con la Universidad de Navarra. Del mismo modo los críticos afirman que tiene una desmesurada tendencia a acumular poder y dinero, incluso a través de promover testamentos a su favor.
También se ha criticado al Opus Dei por estafa, desde 1983, sobre sus miembros célibes. Esta crítica se basa en que el Código de Derecho Canónico, en su punto 296 hablando de los laicos en las prelaturas, afirma que "han de determinarse adecuadamente en los estatutos... los principales deberes y derechos...". En ningún lugar de los Estatutos de la Obra se señala la obligación concreta, que -sin lugar a dudas- es un deber muy principal, de que los célibes deban entregar todo su sueldo. Sin embargo, el Opus Dei ha mantenido, en contra de lo anterior, que los célibes tienen ese compromiso. Se ve, por ejemplo, en las diversas ediciones del Catecismo de la Prelatura que el Opus Dei reconoció como suyos y, mediante sentencia, se retiraron de la página web donde estaban alojados. El Opus Dei dice en el prólogo de sus Catecismos que son una explicación de los Estatutos, pero luego afirma algo que no está en los Estatutos: "Los Numerarios y Agregados destinan todos los ingresos del propio trabajo profesional a cubrir sus gastos personales y a colaborar en el sostenimiento económico de los apostolados de la Prelatura. (Cfr. Statuta, n. 94 § 2)" (punto 160 de la última edición, de 2010, del Catecismo). Como los Catecismos no están públicamente disponibles, se puede ver también este compromiso en la respuesta a la pregunta 28 de una entrevista publicada en la página web del Opus Dei.
Algunos exmiembros críticos y otras personas, incluso pertenecientes a la Iglesia Católica, mantienen que el Opus Dei actúa como si fuera una secta religiosa dentro de la Iglesia, al considerar que tienen algunas características propias de las sectas.
Algunos exmiembros escriben libros o revistas revelando sus experiencias cuando pertenecían al Opus Dei. Sus alegatos son:
- Captación y proselitismo de adolescentes, especialmente en los colegios dirigidos por el Opus Dei. Según Tammy DiNicola, ex-numeraria que trabajó en estas labores, el Opus Dei promueve muchos tipos de proyectos sociales, pero detrás existe un motivo oculto: reclutar nuevos socios para la Obra.
- Desconocimiento en el momento de pedir la admisión de las numerosas obligaciones y restricciones a la que los miembros numerarios van siendo sometidos[11][12] posteriormente de forma progresiva.
- Animar a los miembros numerarios a romper contacto con sus amigos y familiares en favor de contactos dentro del grupo.
- Amenazar a los miembros que intentan abandonar. Coacción al menos psicológica hacia los miembros que desean abandonar el Opus Dei.[13] Especialmente miembros numerarios, que a veces son derivados a siquiatras o psicólogos pertenecientes a la Obra, antes de dejarles salir, para tratar sus "problemas vocacionales".
- Control sobre las actividades diarias de los miembros numerarios, debiendo requerir permiso para realizar cualquier actividad no reglada, y dando cuenta  de sus actividades cada semana a sus superiores mediante la confidencia semanal. Además deben entregar todo el dinero que ganen a la organización.
- Falta de respeto al secreto de la correspondencia de los numerarios, que frecuentemente reciben las cartas de sus amigos y familiares abiertas y leídas por los responsables de los centros. A los numerarios también se les induce a entregar las cartas que escriban abiertas a los directores, para que puedan leerlas, y censurarlas en su caso.
- Falta de libertad para elegir director espiritual.[14]
- En lo que respecta a la numerarias auxiliares, los críticos de la Obra califican la asignación de las tareas domésticas de los centros de numerarios, reservadas exclusivamente a mujeres, como fuertemente clasista y machista.[15]
- En Brasil se ha denunciado la inclusión en el Opus Dei de mujeres de origen humilde captadas en la periferia de las grandes ciudades y obligadas a realizar trabajos domésticos.[16]

## Respuestas a las críticas
El portavoz del Opus Dei Jack Valero: "En cuanto a las denuncias de ex miembros, Valero simplemente dice que le duele que se hayan ido en malos términos y hablen mal de Opus Dei, pero también destaca los casos de personas que abandonaron el grupo y mantienen una buena relación con él. No obstante, aclara que no pone en duda la credibilidad de las personas que cuentan sus malas experiencias".
Según John Allen, periodista católico y vaticanista de la CNN, estas acusaciones serían mitos que no tendrían que ver con la realidad del Opus Dei. Descrita como «la fuerza más polémica de la Iglesia Católica», en las palabras de Allen, el Opus Dei está visto por algunos teólogos como signo de contradicción[cita requerida] y por otros como fuente de controversia.
Sobre las críticas de algunos ex-miembros, John L. Allen, Jr. (que escribió el libro Opus Dei: An Objective Look at the Myths and Reality in the Most Controversial Force in the Catholic Church) dice que mucho de lo que dicen los críticos es contradicho por muchos otros exmiembros, por el elevado número de miembros presentes, y por las personas que participan en las actividades del Opus Dei.
Sobre la incorporación y abandono la prelatura, el Opus Dei asegura que uno se puede ir cuando quiera, pidiendo la oportuna dispensa al prelado, en caso de haber hecho la fidelidad. En el caso de ser aspirante, basta con no renovar su compromiso anual en la fecha del 19 de marzo, sin que nadie se lo impida. [cita requerida]
Sobre el nivel económico y social de sus miembros, John Allen, dice que el Opus Dei tiene el dinero de una diócesis mediana en los Estados Unidos, que es el país con las diócesis más ricas económicamente en el mundo. El valor de su patrimonio fue calculado por él en un mínimo de 2.800 millones de dólares. Tiene 39 obispos de los 4.564 que hay en el mundo. 20 miembros trabajan en el Vaticano, de los 3.920 que trabajan allí; algunos ocupan puestos relevantes. En cuanto a la inmobiliaria, según Messori la que tiene el Opus Dei es inferior a la que tienen las órdenes religiosas. "Los monjes viven en comunidades que requieren casa, mientras la gran mayoría de los miembros de la Obra viven en sus propias casas.
Estas versiones diferentes son un tema polémico y han sido explicadas de diversas maneras. Dice Allen que "en el nivel de la impresión general, cómo uno interpreta los hechos acerca de Opus Dei, parece depender de su enfoque básico acerca de la espiritualidad, la vida de familia, y las implicaciones de una vocación religiosa". El Reader Emeritus de Sociología de la Universidad de Oxford, Bryan R. Wilson, un científico que es admirado por intelectuales en todo el mundo pero que tiene también sus opositores, estudió el fenómeno de un tipo de exmiembros adultos de nuevos movimientos religiosos con exigencias estrictas que "se presentan primero como víctima" y después como "un cruzado redimido" cuyo "historia personal le dispone a prejuicios". Wilson dice que "debe haber sospecha de que actúa desde una motivación personal de autojustificarse y de recobrar su autoestima".
Sobre la captación de miembros, Allen dice que "Opus Dei no es la máquina de reclutamiento del mito".
Sobre este libro de J. Allen, algunos alegan que evita extenderse en los cuestionamientos. Esto, según Damian Thompson -crítico del diario británico The Daily Telegraph- sería el mayor problema del libro. "En una parte, Allen relata encantado que un miembro del Opus Dei 'realizó un striptease global' ante él. ¿Pero no se da cuenta de que la clave de los estríperes es precisamente que revelan lo que ellos quieren revelar y no más?", escribe Thompson, quien no obstante comparte algunas de las conclusiones de Allen. La respuesta de Thompson sobre Allen, también es aplicable a otros periodistas de buena fe.
Según Nicanor Wong, ex numerario peruano, constantemente se comentaba en las reuniones después de almorzar o cenar por la visita del periodista norteamericano y todos los preparativos de lugares y personas que se habían preparado para ser entrevistadas y visitadas, quedando vivamente impactado con los testimonios y obras de las labores corporativas de Valle Grande y Condoray, en la Prelatura de Cañete - Yauyos - la única dedicada al Opus Dei por encargo del Papa Pablo VI. Por otra parte, añade el ex-numerario, se temía mucho del producto final del trabajo de Allen y se les animaba a rezar para que hablase bien de la obra puesto que George Weigel, autor de "Biografía de Juan Pablo II. Testigo de Esperanza" había tergiversado la información que la Prelatura le proporcionó, retratando una mala imagen la Obra por lo que el Prelado - Javier Echevarría - comentó que había sido deshonesto y desaconsejaba la lectura del libro. Curiosamente tampoco se difundió la compra del libro de Allen por contener testimonios de exmiembros de la Prelatura, tema que - para los fieles de la Prelatura, se desaconsejó vivamente leerlos por internet u otros medios.
Por otra parte, la revista ACI Prensa critica el libro de Weigel como un libro “…de una visión demasiado "americana", con una excesiva polarización en torno a los Estados Unidos y los problemas de la Iglesia católica en ese país (...) Weigel parece entender poco la doctrina social del Papa y sus críticas al liberalismo económico en las encíclicas Laborem exercens y Centesimus annus. También parece poco matizada la descalificación que hace - al hablar de la teología de la liberación - de la jerarquía latinoamericana tradicional, acusada de ser una aliada de la oligarquía y del poder y de poco interés hacia los pobres. Asimismo, contrasta con la seriedad manifestada en la mayor parte de la obra la superficial explicación que dedica a la erección de la Prelatura del Opus Dei en 1982”. Curiosamente Weigel, Allen y Messori tuvieron el mismo acceso a información que la Prelatura les proporcionó.
Cabe mencionar un libro de interés, el de Andrés Vázquez de Prada, numerario (conoció al Fundador en 1942) dedicado a elaborar la biografía oficial del Fundador publicado en tres extensos volúmenes. La investigación le tomó desde 1997 al 2003, vale decir, veinte años de y acceso sin restricciones a todas las fuentes. Algunos relatos no son narrados, puesto que aún viven las personas que calumniaron o hicieron daño al Opus Dei y, sería una falta de caridad incluir sus nombres dentro del tercer tomo, según palabras del Prelado. Pues bien, ¿Cuánto tiempo les tomó a Allen, Messori y Weigel elaborar sus publicaciones? ¿Tuvieron acceso a todas las fuentes que cita Vázquez de Prada? ¿Ellos también siguieron los principios caritativos de Vázquez de Prada o nunca tuvieron acceso a esos datos? Por lo menos no aparece así en los pies de página ni notas finales. R. Wilson, al referirse a los testimonios de los ex fieles de la Prelatulatura afirma: "debe haber sospecha de que actúa desde una motivación personal de autojustificarse y de recobrar su autoestima" (frase que parece fuera de contexto). Existen dos claves para entender este inserto dentro portal. Primero que, efectivamente, una fiel mujer o varón que sale de la Obra tras dedicar décadas de su vida en una ilusión es lógico que salga en un estado de fuerte shock psíquico, de culpabilidad por “infidelidad” o ira por alguna injusticia evidente. Segundo que, “recobrada la autoestima”, el valor testimonial de ese gran trozo de su vida tiene tanta validez y “subjetividad” como lo podría tener el evangelio de Lucas. Para bien de los historiadores de la Iglesia, el Opus Dei guarda absolutamente todo, hasta los dientes picados y el cabello de Escrivá cuando iba al dentista o a la peluquería. Pero para tener acceso a esos archivos se necesitará una investigación que le correspondería únicamente al Santo Padre exigirla o la autorización del Prelado.
Sobre la correspondencia de los numerarios, el sacerdote José Carlos Martín de la Hoz, de la prelatura en España, admite que esta práctica existe , pero aclara que es una manifestación de apertura y confianza de los fieles de la “Obra”.
Sobre las acusaciones de control y coacción, dice Allen que hizo una investigación por todo un año entre miembros y exmiembros: "No tuve la impresión que ningún miembro fue expuesto a un régimen de coerción o de "control de la mente". La mayoría de los miembros parecen experimentar esta estructura como liberadora, ayudándoles ser el tipo de personal que quieren ser". El también habló de la política de "delicado respeto" hacia la libertad de los miembros que el fundador predicó. El fundador dijo: «Las puertas del Opus Dei están abiertas de par en par para quienes se quieran marchar».
Sobre la separación de los padres y amigos en el caso de los numerarios, Peter Berglar, miembro supernumerario del Opus Dei, dice que esto viene de no comprender bien la vocación cristiana. El Catecismo de la Iglesia Católica dice: Los padres deben convencerse de que la vocación primera del cristiano es seguir a Jesús (cf Mt 16,25): "El que ama a su padre o a su madre más que a mí, no es digno de mí; el que ama a su hijo o a su hija más que a mí, no es digno de mi" (Mt 10,37).
Sobre la mortificación de la carne, Allen dice que estas prácticas de mortificación existen en otras organizaciones católicas ajenas a ellos, y han sido realizadas a lo largo de la historia de la Iglesia por muchos santos prominentes como un modo de unirse a la cruz de Cristo. Quizá el ejemplo más importante sea el de santo Tomás Moro, debido a que no era religioso sino seglar. Según sus defensores, esta mortificación es una práctica tradicional dentro de la Iglesia desde sus orígenes, interpretando que la travesía de Jesús por el desierto como el primer ejemplo de penitencia, que tiene su mayor exponente en la muerte de cruz. También dice Allen, según su investigación, que el uso de estas mortificaciones está más difundido en la Iglesia católica de lo que la gente imagina (aunque no hay datos oficiales que muestren el nivel de su práctica en la actualidad), y que el uso de cilicios y disciplinas dentro del Opus Dei está permitido sólo a los miembros célibes, que son un 20% del total. Los críticos, por otra parte, dicen que ésta es una práctica más propia de la Edad Media que del siglo XXI, aunque ha sido usada por santos modernos como la beata Madre Teresa y el santo Padre Pio.  el Prof. Massimo Introvigne señala que estos críticos "están obsesionados por el cilicio y que no entienden" que ello es una "opción libre de adultos que desean hacer penitencia y hacerse santos".
John Allen, Jr., Vittorio Messori, Patrice de Plunkett, periodistas que han hecho estudios por separado del Opus Dei, indican que este ha sido falsamente malignizado. John L. Allen, Jr. explica su punto de vista diciendo: "Existen dos tipos de Opus Dei: el Opus Dei del mito y el Opus Dei de la realidad," desde su perspectiva que considera que los miembros del Opus Dei suelen practicar lo que predican.
Allen dice que el "Opus Dei no puede ser llamado secreto". Las acusaciones de secretismo, dice, intentan comparar, erróneamente a sus miembros con monjes y esperar que estos se comporten como clérigos. En lugar de ello, son miembros laicos, como cualquier profesional normal, que finalmente son responsables por sus acciones personales, y no representan externamente la prelatura que le provees formación espiritual. El Opus Dei por sí mismo, indica, provee abundante información sobre ello. Simpatizantes del Opus Dei, indican que para explicar el estilo de vida célibe de los numerarios y su relación con su familia, es necesaria la frase de Jesús  "El que ama a su padre o a su madre más que a mí, no es digno de mí".

## Opus Dei y las mujeres

### Críticas sobre la consideración hacia las mujeres
También dicen los críticos que Opus Dei tiene una forma ultraconservadora de tratar a las mujeres. Los críticos en Irlanda, incluyendo algunos exmiembros del Opus Dei, acusan a la organización de «explotación sexista» de la mujer[cita requerida], y denunciaron que las mujeres del Opus Dei estaban relegadas en muchos casos a hacer el trabajo doméstico, como la cocina y la limpieza, aun teniendo estudios y sin estar de alta en la Seguridad Social, y negados cualquier papel en el mando.
Estas críticas se basan en hechos como la mayor dureza de las normas de las numerarias respecto a las de los numerarios o el peculiar trato de los numerarios hacia las mujeres que limpian y cocinan en sus centros (no se puede verles el rostro, no se puede hablar con ellas excepto el director en ocasiones muy excepcionales).
Muchos exmiembros afirman que el Opus Dei trata diferente a las mujeres en la Obra respecto de los varones. Por ejemplo, durante muchos años las numerarias dormían en camas sin colchón, sobre una tabla, mientras que los numerarios varones sí podían dormir con colchón[cita requerida].
A este respecto hay una enseñanza polémica en el libro de Josemaría Escrivá titulada Camino, el cual dice en su aforismo número 946 lo siguiente:

Si queréis entregaros a Dios en el mundo, antes que sabios —ellas no hace falta que sean sabias: basta que sean discretas— habéis de ser espirituales, muy unidos al Señor por la oración: habéis de llevar un manto invisible que cubra todos y cada uno de vuestros sentidos y potencias: orar, orar y orar; expiar, expiar y expiar".
Camino, Josemaría Escrivá de Balaguer.

### Respuesta a estas críticas
En respuesta, los partidarios declaran que en la Obra los hombres y mujeres son iguales, y que la mitad de las posiciones de mando están ocupadas por mujeres.
La Fundadora y Directora del Institute for Women's Studies, Prof. Elizabeth Fox-Genovese, dice: "Opus Dei tiene un récord envidiable de educar mujeres muy pobres, casadas o no, en cualquier ocupación que eligen". Allen (2005) dice que hay muchas mujeres del Opus Dei que, a través de la santificación de su trabajo, han logrado ser profesionales respetadas —en negocios, periodismo, moda, etcétera. [cita requerida]
Por otra parte Allen también refiere a Marta Brancatisano, una supernumeraria del Opus Dei que escribió La Antropología de la Diferencia (2004). Ella dice que las mujeres no deben entrar el mundo de trabajo no "como una más" sino como "una diferente", ya que "la única diferencia ontológica entre los seres humanos está determinada por el sexo," y el cuidado de la familia y el hogar son "eminentemente femeninos". [cita requerida]

## Apoyo papal y de diversos obispos
Los Papas que han conocido el Opus Dei (desde Pío XII hasta Francisco), han aprobado su mensaje. Algunos, como Juan XXIII, Pablo VI o Juan Pablo II han encomendado labores apostólicas al Opus Dei. Especialmente, Juan Pablo II ha apoyado el apostolado del Opus Dei. El Papa Juan Pablo II, en la Constitución apostólica "Ut Sit", con la que erigió el Opus Dei en Prelatura Personal, afirmó que esa institución fue fundada por Escrivá divina ductis inspiratione, bajo el influjo de la inspiración divina. Y durante su pontificado el Opus Dei obtuvo el estatus de prelatura personal, así como la beatificación y canonización de Escrivá de Balaguer. Además de los Romanos Pontífices, desde los inicios también recibió marcado apoyo de diversas autoridades católicas, empezando por el Obispo de Madrid, D. Leopoldo Eijo y Garay y, a lo largo de los años, muy diversos miembros de la jerarquía católica han afirmado que las enseñanzas del Opus Dei sobre el valor santificador del trabajo son innovadoras y a la vez completamente fieles al magisterio oficial de la Iglesia.